# Eudarcia herculanella
Eudarcia herculanella is een vlinder uit de familie van de Meessiidae. Deze soort is voor het eerst wetenschappelijk beschreven als Meessia herculanella door Iosif Căpuşe in een publicatie uit 1966.
De soort komt voor in Slovenië, Roemenië en Georgië.